# Реннер, Флориан
Флориан Реннер, Damion Davis (род. 23 сентября 1980, Восточный Берлин; также Damion, D’Shawn) — немецкий музыкант, актёр и кинорежиссёр.

## Биография
Реннер родился в 1980 году в Восточном Берлине. В 1983 году он с семьёй на три года переехал в Варшаву.
В десять лет получил свою первую гитару. Он писал некоторые песни, занимался музицированием и когда ему было 13 лет, он играл в баскетбольном клубе. За четыре года его деятельности он был национальным чемпионом три раза и играл в национальном молодёжном отряде. Параллельно, в 15 лет он основал свою первую группу, играл там на бас-гитаре и пел в фоновом режиме.
Осенью 1997 года он начал заниматься фристайлом и писать и рэп-тексты. Вместе с тем, он и несколько друзей составили рэп команду «Хор дружков»(сотоварищей нем. Chor der Kumpane). Он записал свои первые песни и работал вместе с en:Ruhrpott AG (RAG) в Берлине. Весной 1998 года он познакомился с Asek, Ben Salomo и Floe Flex. Это время он проводил на гастролях и сыграл в одном из телесериалов, работал в актёрском агентстве.
Весной 2001 года стал членом Kaosloge, стал студентом и ездил на некоторое время в США. После нескольких взносов в Kaosloge, в середине 2001 года он начал писать свой сольный альбом. Damion также участвовал весной 2003 года в ню-метал группе (Circles per Second) в качестве певца.
В 2004 году появился его дебютный альбом «Оборотная сторона медали» (нем. Kehrseite der Medaille). В 2007 году появился онлайн альбом «В конце туннеля» (нем. Am Ende des Tunnels) и Damion Davis-альбом «Море света» (нем. Lichtermeer) вместе с 4 Megaherz Orchester. В середине 2006 года на DVD появился его первый собственный фильм, Крутящий момент (нем. Drehmoment), Флориан Реннер был там в качестве режиссёра и оператора. В фильме Wholetrain он сыграл свою первую главную роль.

## Дискография

### Альбомы
- 2004: Damion — Kehrseite der Medaille (Оборотная сторона медали)
- 2007: Damion Davis — Lichtermeer (Море света)
- 2008: Damion Davis — Mixtape Lampenfieber

### Разное
- 2007: Damion Davis — Am Ende des Tunnels (В конце туннеля)
- 2008: Damion Davis — Lampenfieber-Mixtape
- 2009: Damion Davis — Lichtjahre DVD

### Бесплатные (свободные) треки
- 2007: Damion Davis — Sparta des Nordens (feat. F.R.)
- 2011: Damion Davis — Splashstick

## Фильмография
- 2004: Muxmäuschenstill, режиссёр: Маркус Миттермайер
- 2005: Wholetrain, режиссёр: Флориан Гааг
- 2006: Drehmoment, режиссёр: Флориан Реннер
- 2009: Lichtjahre DVD
- 2011: Blutzbrüdaz
- 2017: 4 квартала